# Подорож до Італії
«Подорож до Італії» (італ. Viaggio in Italia) — італо-французький фільм-драма 1954 року, поставлений режисером Роберто Росселліні. В основу сценарію стрічки покладено роман французької письменниці Колетт «Двоє» (італ. Duo, 1934).

## Сюжет
Александр і Кетрін Джойс, респектабельна бездітна англійська пара, одружена вже вісім років, приїжджає до Неаполя залагодити справу про отриману ними у спадок віллу. Уперше за всі роки шлюбного життя вони виявляються наодинці один з одним і розуміють, що їм нічого один одному сказати. Кетрін ходить по музеях і пам'ятках та заздрісно дивиться на вагітних жінок, що прогулюються вулицями міста. Олександр шукає жіночого товариства. Нудьга і вантаж невгамовних бажань, майже доводять їх до розриву. Але, ставши свідками ексгумації тіл молодого чоловіка й дівчини на розкопках в Помпеї, вони миряться під час релігійного свята.

## У ролях
| • Інгрід Бергман        | … | Кетрін Джойс        |
| • Джордж Сандерз        | … | Олександр Джойс     |
| • Марія Мобан           | … | Марі Растеллі       |
| • Анна Проклемер        | … | проститутка         |
| • Леслі Деніелз         | … | Тоні Бертон         |
| • Наталія Рей           | … | Наталія Бертон      |
| • Тоні Ла Пенна         | … | Бартоло             |
| • Пол Мюллер            | … | Поль Дюпон          |
| • Ліла Рокко            | … | синьйора Сінібальді |
| • Б'янка Марія Черазолі | … | синьйора Нотарі     |

## Знімальна група
- Автори сценарію — Віталіано Бранкаті, Роберто Росселліні
- Режисер-постановник — Роберто Росселліні
- Продюсери — Адольфо Фоссатаро, Альфредо Гуаріні, Роберто Росселліні
- Оператор — Енцо Серафін
- Композитор — Ренцо Росселліні
- Монтаж — Йоланда Бенвенуті
- Художник-постановник — П'єро Філіппоне
- Художник по костюмах — Фернанда Гаттіноні

## Нагороди та номінації
| Список нагород та номінацій | Список нагород та номінацій | Список нагород та номінацій | Список нагород та номінацій | Список нагород та номінацій | Список нагород та номінацій |
| Кінопремія                  | Дата церемонії              | Категорія                   | Номінант(и)                 | Результат                   |                             |
| --------------------------- | --------------------------- | --------------------------- | --------------------------- | --------------------------- | --------------------------- |
| Премія «Бамбі»              | 1954                        | Найкраща акторка            | Інгрід Бергман              | Перемога                    |                             |